# Parador de Gredos
El Parador de Gredos es el primero de los Paradores de Turismo de España, que se inauguró el 9 de octubre de 1928 y permanece operativo desde entonces. Se encuentra ubicado en la sierra de Gredos, en el Alto del Risquillo, municipio de Navarredonda de Gredos (provincia de Ávila, Castilla y León).

## Historia

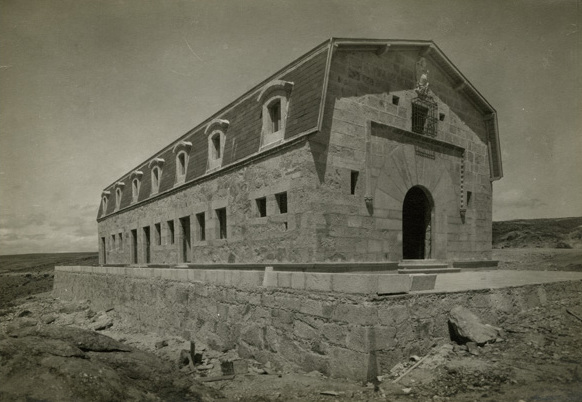
El Parador durante su construcción.

En 1911 se creó una "Comisaría Regia del Turismo" y al frente de esta entidad se nombró al marqués de la Vega-Inclán. Pero había que esperar algunos años más para asistir al nacimiento del primero de los establecimientos que estarían llamados a formar la red de Paradores.
Fue en 1926, cuando, siguiendo este ambicioso proyecto, y desde la "Comisaría Regia del Turismo", el propio monarca Alfonso XIII se ocupó personalmente de elegir el mejor emplazamiento de aquel primer establecimiento. El lugar elegido fue la Sierra de Gredos, entre Madrid y Ávila, en medio de un paraje de singular belleza. En agosto de aquel mismo año se iniciaron las obras, que culminaron el 9 de octubre de 1928, coincidiendo con la inauguración de este emblemático hotel, pionero de la posterior red de Paradores de España.
Tras la inauguración de aquel primer establecimiento, se constituyó la "Junta de Paradores y Hosterías del Reino", presidida por el conde de Gamazo, fijándose a partir de entonces todas las miradas en los edificios singulares, con una larga historia y un patrimonio monumental envidiable, así como los ubicados en parajes geográficos de gran interés natural.
Una década después, en junio de 1935, la cúpula falangista se reunió en el Parador de Gredos con los jefes territoriales para preparar un insurrección contra la Segunda República Española.
En 1978 se reunieron en el Parador Miguel Herrero Rodríguez de Miñón (UCD), Gabriel Cisneros Laborda (UCD), José Pedro Pérez Llorca (UCD), Gregorio Peces Barba (PSOE), Manuel Fraga Iribarne (AP), Jordi Sole Tura (PCE-PSUC) y Miquel Roca Junyent (Convergencia) para consensuar las líneas generales de la Constitución Española.